# Peltonyxa invalida
Peltonyxa invalida là một loài bọ cánh cứng trong họ Trogossitidae. Loài này được Blackburn miêu tả khoa học năm 1892.